# Ulises Dávila
Ulises Alejandro Dávila Plascencia (Guadalajara, 13 april 1991) is een Mexicaans voetballer die als aanvallende middenvelder speelt.

## Clubcarrière
Op 17 september 2011 debuteerde Dávila in het eerste elftal van SBV Vitesse als basisspeler in de thuiswedstrijd tegen Roda JC Kerkrade. Op 1 mei 2012 keerde hij, na twee wedstrijden, vervroegd terug naar Chelsea. Chelsea verhuurde hem vervolgens aan verschillende clubs in Spanje en Portugal, waaronder Córdoba CF, waar hij in 37 competitieduels zeven doelpunten maakte. In december 2015 kocht Santos Laguna, actief in de Mexicaanse Liga MX, Dávila. Hij tekende een contract voor drie seizoenen. Begin 2019 speelde Dávila in de Indian Super League voor Delhi Dynamos en vervolgens ging hij naar het Nieuw-Zeelandse Wellington Phoenix dat uitkomt in de Australische A-League.

## Interlandcarrière
Dávila maakte deel uit van de Mexicaanse selectie op het wereldkampioenschap voetbal onder 17 in 2009. In 2011 won hij met het elftal het CONCACAF-kampioenschap voetbal onder 20 en werd hij derde op het wereldkampioenschap voetbal onder 20. Hij maakte deel uit van de selectie van het Mexicaans voetbalelftal op de Copa América 2011, maar hij debuteerde niet.